# Stockholm Automated Exchange
SAX, Stockholm Automated Exchange kallades Stockholmsbörsens datoriserade automatiska handelssystem för aktier. Systemet togs i bruk den 2 juni 1989. När systemet infördes behövde börsmedlemmarna inte längre några representanter i själva börshuset, utan mäklarna kan sitta uppkopplade mot SAX var som helst i världen. Börsmedlemmarna kan ta emot kundorder, som automatiskt kontrolleras och skickas vidare till SAX.
Sedan 1999 är SAX ersatt av SAXESS.
Som handlarapplikation (dvs börsterminal för mäklarna) erbjöd Stockholmsbörsen SAXESS, som ersattes (1998) av SAXESS Trade.
En viss förvirring uppstod då det nya börssystemet fick samma namn som börsterminalen, varvid börsterminalen således bytte namn från SAXESS till SAXESS Trade.